# Lijst van Jamaicaanse autosnelwegen
Hieronder volgt een lijst van autosnelwegen (motorway) in Jamaica. Autosnelwegen (onderdeel van het nationale wegennet) hebben het prefix 'T' (voor toll, tol(weg)) en zijn blauw-wit bewegwijzerd.
- T1: weg van 72 kilometer tussen Kingston en Williamsfield, geopend tussen 2004 en 2023.[1][2] Op termijn wordt de snelweg verlengd tot Montego Bay.
- T2 of Portmore Causeway of Port Kingston Causeway: weg van 6 kilometer in het havengebied van Kingston.
- T3 of Highway 2000 of Kingston-Ocho Rios Motorway: weg van 68 kilometer tussen Kingston en Ocho Rios.[3][4][5][6]